# Interpolació (música popular)
A la música popular, la interpolació (també anomenada "mostra repetida") fa referència a emprar una melodia –o porcions d'aquesta (sovint amb lletres modificades)– d'una cançó prèviament gravada però tornant a tocar-la gravant-la exactament igual sense fer-ne sampleig. La interpolació s'empra sovint quan l'artista o el segell discogràfic propietaris de la peça musical es neguen a cedir la llicència de la mostra o aquesta és considerada massa cara.
No s'ha de confondre amb el sampleig, que consisteix en copiar un fragment exactament tal com és a la gravació original i emprar-lo directament a la nova gravació.

## Drets d'autor
A diferència del sampleig –on és necessari tenir el permís tant del propietari de la gravació (normalment un segell discogràfic) com del propietari de la composició musical–, en la interpolació tan sols cal el permís de l'autor de la composició. Això fa que la interpolació musical sigui emprada en alguns casos per evitar els elevats costos que suposaria emprar mostres de cançons mitjançant el sampleig degut a l'elevat preu que caldria pagar als propietaris de la gravació –habitualment segells discogràfics.